# Palmdale
Palmdale är den första orten som ombildades till stad i Antelope Valley (1962) och är belägen i norra delen av Los Angeles County i Kalifornien i USA. Antelope Valley avskiljs från staden Los Angeles av bergskedjan San Gabriel Mountains. I norr gränsar Palmdale till staden Lancaster.
Befolkningen utgjordes av 116 670 personer vid folkräkningen år 2000. År 2007 uppskattades befolkningen till 145 468 invånare.